# Дабаин, Батор
Батор Дабаин (1900 — ?) — советский государственный деятель. Председатель Центрального Исполнительного Комитета Бурят-Монгольской АССР (1929—1934).

## Биография
Агинский бурят. С 1923 года — член Агинского аймачного революционного комитета (Бурят-Монгольская АССР), член правления Агинского аймачного Союза потребительских обществ.
В 1926 году стал членом исполкома Цугольского хошунного Совета (Бурят-Монгольская АССР). Позже назначен заместителем прокурора, прокурором Агинского аймака. До апреля 1929 года работал ответственным секретарём Агинского аймачного комитета ВКП(б).
С 11 апреля 1929 до 6 июля 1934 года занимал пост председателя Центрального Исполнительного Комитета Бурят-Монгольской АССР.
Друг и соратник Михея Ербанова, руководителя Бурят-Монгольской республики в 1923—1937 гг.
Репрессирован. В 1937 году был в числе обвинённых в участии в так называемой «панмонгольской, контрреволюционной, повстанческо-диверсионной, вредительской организации» и подготовке к свержению Советской власти.